# غيولا براسلر
غيولا براسلر (بالرومانية: Iuliu Prassler)‏ هو لاعب كرة قدم. يلعب مع منتخب رومانيا لكرة القدم. سبق له أن لعب في كأس العالم لكرة القدم مع منتخب بلاده.

## روابط خارجية
- غيولا براسلر على موقع الاتحاد الدولي (مؤرشف)  (الإنجليزية)
- غيولا براسلر على موقع قاعدة بيانات كرة القدم.إي يو (الإنجليزية)
- غيولا براسلر على موقع ناشيونال فوتبول تيمز (الإنجليزية)
- غيولا براسلر على موقع Soccerway.com (الإنجليزية)
- غيولا براسلر على موقع عالم كرة القدم.نت (الإنجليزية)